# Pardalotus quadragintus
O pardalote-da-Tasmânia Pardalotus quadragintus é uma ave passeriforme que habita o sudeste da Tasmânia, incluindo a ilha Flinders e outras pequenas ilhas próximas da costa. Pertence à família Pardalotidae que inclui apenas 4 espécie, todas endémicas da Austrália.
Estas aves medem 9 a 10 cm e têm uma envergadura de 18 cm. Pesam 9 a 13 g.
1. ↑  Bryant, S.L. (1997). Status of Forty-spotted Pardalote colonies. Tasmanian Bird Report. 26:45-50.
2. ↑  Department of Sustainability, Environment, Water, Population and Communities (2012). Pardalotus quadragintus in Species Profile and Threats Database, Department of Sustainability, Environment, Water, Population and Communities, Canberra. Available from: http://www.environment.gov.au/sprat. Accessed Tue, 3 Jan 2012